# دهستان لاهیجان شرقی
دهستان لاهیجان شرقی نام دهستانی در بخش لاجان شهرستان پیرانشهر، استان آذربایجان غربی در ایران است. براساس سرشماری مرکز آمار ایران در سال ۱۳۸۵، جمعیت آن ۱۴۵۳۷ نفر (۲۴۴۳ خانوار) بوده‌است.